# Военный контингент Монголии в Ираке
Военный контингент Монголии в Ираке — подразделение вооружённых сил Монголии, в 2003-2008 гг. принимавшее участие в войне в Ираке.
Миссия в Ираке стала первой операцией вооружённых сил Монголии за границами страны в период после окончания второй мировой войны в 1945 году (летом 1945 года части МНРА вместе с советскими войсками участвовали в боевых действиях против войск Японии и Маньчжоу-го).

## История
Правительство Монголии согласилось присоединиться к антииракской коалиции летом 2003 года. В результате, Монголия стала 35-й страной, присоединившейся к возглавляемой США коалиции, действующей на территории Ирака. 
В июле 2003 года начался отбор добровольцев для отправки в Ирак и их военная подготовка в 150-м отдельном пехотном батальоне министерства обороны Монголии. В это же время несколько монгольских офицеров (в том числе, назначенный позднее командиром монгольского контингента капитан монгольской армии) были отправлены для стажировки в США. В начале августа 2003 года в Улан-Батор прибыли подразделения 25-го полка морской пехоты США, по результатам военных учений с которыми монгольское подразделение было признано готовым для службы в Ираке. Кроме того, монгольских военнослужащих обучили погрузке и размещению на борту военно-транспортных самолётов С-130 ВВС США (также прибывших для этой цели в Монголию).
Первая группа монгольских военнослужащих отбыла на Ближний Восток из столичного международного аэропорта "Буянт-Ухаа" 19 августа 2003 года, всего в течение четырёх дней на зафрахтованных командованием войск США в Ираке самолётах Ан-124 российской авиакомпании "Волга-Днепр" были переброшены 120 человек с вооружением, бронетехникой, автомобильной техникой и другим военным имуществом.
После прибытия на территорию Ирака монгольские войска (одна пехотная рота) были расквартированы в бывших казармах расформированной иракской армии - на тыловой военной базе "Camp Charlie" в городе Эль-Хилла и переданы в оперативное подчинение польских военных. Первыми выполняемыми ими задачами стали ремонт и охрана этой военной базы, к патрулированию местности их не привлекали (так как только некоторые военнослужащие знали английский язык и лишь один из них знал арабский язык). Кроме того, требовалось некоторое время для акклиматизации ранее проживавших в достаточно холодном континентальном климате жителей Монголии к жаркому тропическому климату Ирака.
В дальнейшем, подразделение военнослужащих Монголии участвовало в охране коалиционной военной базы "Camp Echo" в провинции Кадисия (также находившейся в зоне ответственности польского военного контингента).
Изначально предполагалось, что монгольский контингент будет находиться в Ираке в течение двух лет (до 2005 года), при этом через каждые шесть месяцев будет проходить замена личного состава.
В феврале 2005 года была проведена первая замена личного состава, численность контингента сократили до 150 военнослужащих.
В целом, за 2003-2005 гг. в Ираке прошли службу 694 военнослужащих Монголии. В начале 2006 года было принято решение о очередном сокращении численности контингента - и 6 марта 2006 года в Ирак были отправлены 100 военнослужащих. В июле 2006 года стало известно о обсуждении в Комитете национальной безопасности Монголии вопроса о прекращении участия в операции.
17 сентября 2008 года начальник Управления по миротворческому сотрудничеству генерального штаба вооружённых сил Монголии генерал-майор Я. Чойжамц выступил с заявлением, что Монголия намерена досрочно прекратить своё участие в операции в Ираке - так как в стране спокойная обстановка и сформированные под контролем международной коалиции новые вооружённые силы Ирака способны самостоятельно обеспечить безопасность на территории Ирака. После завершения эвакуации техники и военного имущества, в сентябре 2008 года последние военнослужащие Монголии покинули Ирак. 
16 августа 2009 года в Музее истории монгольской армии в Улан-Баторе прошла церемония официального закрытия миротворческой операции "Свобода Ирака". 
15 декабря 2011 года США объявили о победе и официальном завершении Иракской войны, однако боевые действия в стране продолжались.

## Результаты
Численность военного контингента была непостоянной, но в общей сложности (с учётом 10 ротаций личного состава), в 2003—2008 годы через Ирак прошли 1038 военнослужащих Монголии. Потерь среди них за время участия в операции не имелось. Сведений о расходах Монголии на участие в операции не имеется[уточнить].